# Поясъярви (озеро, Лоймольское сельское поселение)
По́ясъя́рви (фин. Pojasjärvi) — озеро на территории Лоймольского сельского поселения Суоярвского района Республики Карелия.

## Общие сведения
Площадь озера — 1,3 км², площадь бассейна — 117 км². Располагается на высоте 154,8 метров над уровнем моря.
Форма озера лопастная, вытянуто с северо=запада на юго-восток. Берега каменисто-песчаные, частично заболоченные.
Через озеро протекает река Поясйоки, вытекающая из озера Кюляярви и впадающая в Айттойоки.
В озере расположены два небольших острова без названия.
Код водного объекта в государственном водном реестре — 01040100111102000016634.